# آلیسا توماس
آلیسا توماس (انگلیسی: Alyssa Thomas؛ زادهٔ ۱۲ آوریل ۱۹۹۲) بازیکن بسکتبال اهل ایالات متحده آمریکا است.
وی در مسابقات کشوری و بین‌المللی در مجموع برندهٔ ۱ مدال طلا شده‌است.